# 大维多利亚沙漠

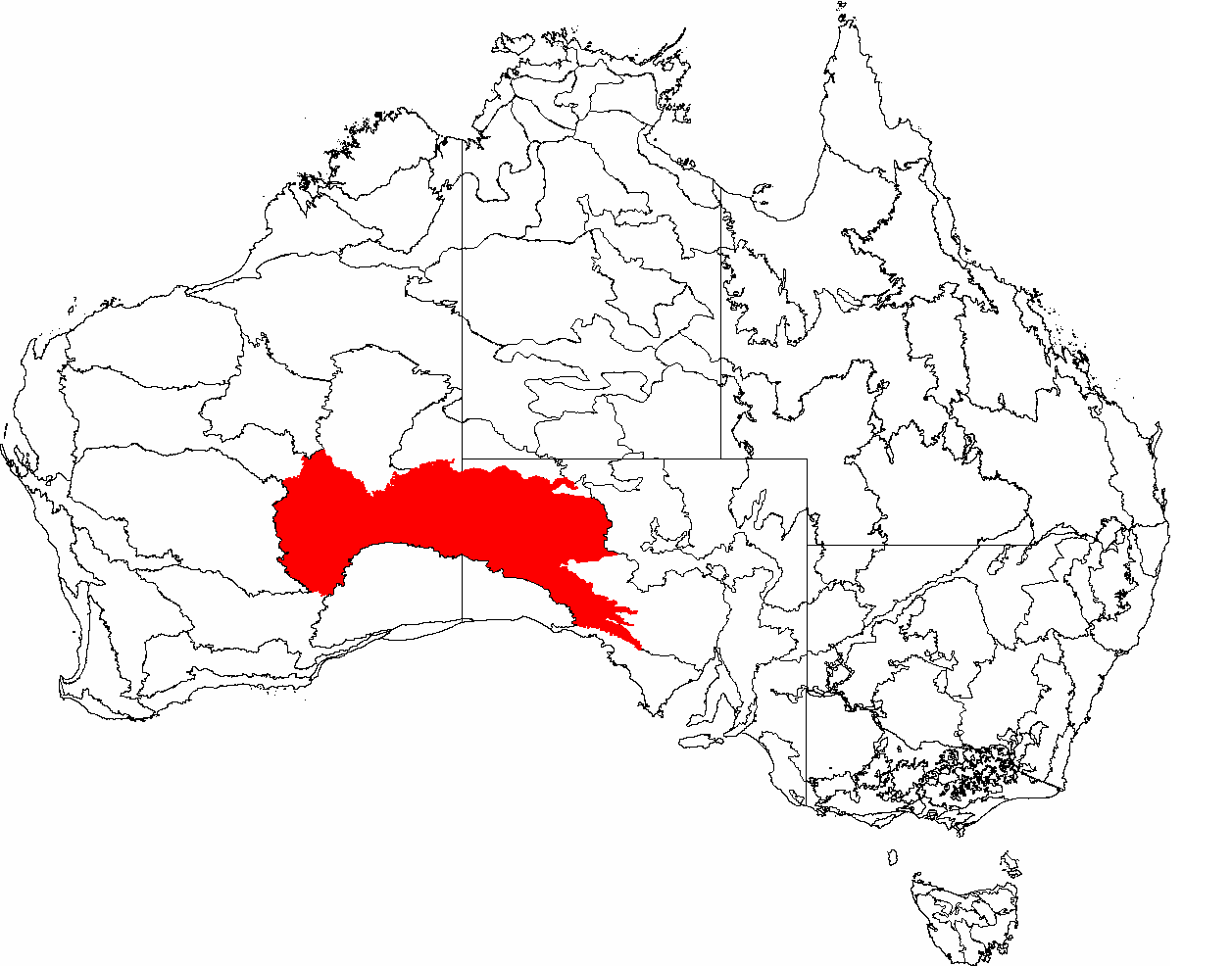
The IBRA regions, with Great Victoria Desert in red

维多利亚大沙漠 (英語：The Great Victoria Desert) 位于澳洲内陆西南部，跨南澳大利亚州和西澳大利亚州，北接吉布森沙漠，南邻纳拉伯平原。
東西长1,000多公里，最宽约550公里，面積達424,400平方公里；平均海拔150－300米，多沙丘、沙原和盐沼。